# Acanthoxia gladiator
Acanthoxia gladiator är en insektsart som först beskrevs av John Obadiah Westwood 1842.  Acanthoxia gladiator ingår i släktet Acanthoxia och familjen gräshoppor. Inga underarter finns listade i Catalogue of Life.